# Жаклин Вудс
Жаклин Вудс (англ. Jacqueline Woods, род. 2 сентября 1987 года) — американская транссексуальная порноактриса, лауреатка премии AVN Awards.

## Биография
Родилась 2 сентября 1987 года. Дебютировала в порноиндустрии в 2012 году, в возрасте около 25 лет.
Снималась для таких студий, как Devil’s Film, Evil Angel, Kink.com, Trouble Films и Pink And White Productions.
В 2014 году получила AVN Awards за лучшую транссексуальную сцену за роль в Rogue Adventures 38 (вместе с Зои Монро).
Ушла из индустрии в 2015 году, снявшись в 20 фильмах.

## Награды и номинации
AVN Awards
- 2014 победа: лучшая транссексуальная сцена (вместе с Зои Монро), за Rogue Adventures 38[3] (2013)

Tranny Awards
- 2013 номинация: лучший хардкор-исполнитель
- 2013 номинация: лучшая сцена, за Crash Pad Series 157: Jacqueline Woods and Stefani Special[4] (2013)

## Избранная фильмография
- Rogue Adventures 38 (2013)
- Crash Pad Series 157: Jacqueline Woods and Stefani Special (2013)